# 22582 Патміллер
22582 Патміллер (22582 Patmiller) — астероїд головного поясу, відкритий 21 квітня 1998 року.
Тіссеранів параметр щодо Юпітера — 3,497.